# Canton de Carhaix-Plouguer
Le canton de Carhaix-Plouguer est une circonscription électorale française située dans le département du Finistère et la région Bretagne.

## Histoire
- Le canton de Carhaix a été créé au XIXe siècle. À la suite de la fusion de Carhaix et Plouguer au 1er janvier 1957[2], il devient le canton de Carhaix-Plouguer.

- De 1833 à 1845, les cantons de Carhaix et de Huelgoat avaient le même conseiller général. Le nombre de conseillers généraux était limité à 30 par département[3].

- Un nouveau découpage territorial du Finistère entre en vigueur à l'occasion des élections départementales de mars 2015, défini par le décret du 13 février 2014[1], en application des lois du 17 mai 2013 (loi organique 2013-402 et loi 2013-403)[4]. Les conseillers départementaux sont, à compter de ces élections, élus au scrutin majoritaire binominal mixte. Les électeurs de chaque canton élisent au Conseil départemental, nouvelle appellation du Conseil général, deux membres de sexe différent, qui se présentent en binôme de candidats. Les conseillers départementaux sont élus pour 6 ans au scrutin binominal majoritaire à deux tours, l'accès au second tour nécessitant 12,5 % des inscrits au 1er tour. En outre la totalité des conseillers départementaux est renouvelée. Ce nouveau mode de scrutin nécessite un redécoupage des cantons dont le nombre est divisé par deux avec arrondi à l'unité impaire supérieure si ce nombre n'est pas entier impair, assorti de conditions de seuils minimaux[5]. Dans le Finistère, le nombre de cantons passe ainsi de 54 à 27. Le nombre de communes du canton de Carhaix-Plouguer passe de 8 à 24.

- Le nouveau canton de Carhaix-Plouguer est formé de communes des anciens cantons de Huelgoat (8 communes), de Pleyben (4 communes), de Carhaix-Plouguer (8 communes), de Châteauneuf-du-Faou (3 communes) et de Le Faou (1 commune). Le canton est entièrement inclus dans l'arrondissement de Châteaulin. Le bureau centralisateur est situé à Carhaix-Plouguer.

## Représentation

### Conseillers d'arrondissement (de 1833 à 1940)
| Période                                  | Période | Identité                            | Étiquette                | Qualité |
| ---------------------------------------- | ------- | ----------------------------------- | ------------------------ | --- |
| 1833                                     | 1839    | Louis-Marie Revault (1790-1856)     |                          | Notaire royal, adjoint au maire de Carhaix                                                                  |
| 1839                                     | 1848    | Claude Théodore Gourdin (1800-1860) |                          | Avocat, propriétaire à Saint-Hernin                                                                         |
|                                          |         |                                     |                          | |
| 1871                                     |         | Guillaume Le Follézou fils          |                          | Notaire à Carhaix                                                                                           |
|                                          |         |                                     |                          | |
| 1892                                     | 1895    | Joseph Ollivet                      | Républicain opportuniste | Maire de Spézet                                                                                             |
| 1895                                     | 1901    | M. Bellec                           | Républicain              | |
| 1901                                     | 1913    | Jean-Marie Ropars                   | Républicain modéré       | Maire de Plounévézel                                                                                        |
| 1913                                     | 1931    | Jean-Pierre Rohou                   | Républicain              | Propriétaire à Poullaouen, suppléant de la justice de paix à Carhaix                                        |
| 1931                                     | 1937    | Charles Com (1876-1941)             | PRS                      | Exploitant de carrière, maire de Saint-Hernin                                                               |
| 1937                                     | 1940    | Pierre Postollec                    | SFIO                     | Ouvrier carrossier puis voyageur de commerce, Carhaix                                                       |
| 1940                                     |         |                                     |                          | Les conseils d'arrondissement ont été suspendus par la loi du 12 octobre 1940 et n'ont jamais été réactivés |
| Les données manquantes sont à compléter. |         |                                     |                          | |

### Conseillers généraux de 1833 à 2015
| Période | Période                   | Identité                                      | Étiquette         | Qualité |
| ------- | ------------------------- | --------------------------------------------- | ----------------- | --- |
| 1833    | 1836                      | François-Charles Blacque-Belair               | Gauche            | Propriétaire, maire de Poullaouen concessionnaire de mines député (1830-1839)                                             |
| 1836    | 1842                      | Yves Le Masson (1787-1850)                    |                   | Conseiller d'arrondissement, propriétaire, maire de Scrignac Ancien conseiller d'arrondissement du canton d'Huelgoat      |
| 1842    | 1843 (décès)              | Guillaume Bernard                             |                   | Négociant, maire de Carhaix (1837-1843)                                                                                   |
| 1844    | 1845                      | Frédéric Michel Trémeur Nouët (1813-1885)     |                   | Juge de paix à Quimper |
| 1845    | 1848                      | Louis Théodore Gourdin                        |                   | Propriétaire du château de Kergoat, agriculteur à Saint-Hernin                                                            |
| 1848    | 1866 (décès)              | Guillaume Le Follézou (1808-1866)             |                   | Propriétaire cultivateur à Penalan Balhou, Carhaix                                                                        |
| 1866    | 1867                      | Gustave Marie Pélage Revault (1833-1917)      | Droite            | Notaire à Douarnenez |
| 1867    | 1878 (démission d'office) | Pascal Gaubert                                |                   | Notaire à Carhaix, ancien suppléant de la justice de paix                                                                 |
| 1878    | 1880                      | Joseph Nédellec                               | Centre gauche     | Notaire - Maire de Carhaix Député (1876-1881)                                                                             |
| 1880    | 1886                      | Paul de Saisy de Kerampuil                    | Union des Droites | Commandant des zouaves pontificaux à Rome Maire de Plouguer Député (1885-1889)                                            |
| 1886    | 1892                      | Joseph Nédellec                               | Républicain       | Notaire - Maire de Carhaix                                                                                                |
| 1892    | 1896 (démission)          | Ernest Gourdin (fils de Théodore Gourdin)     | Prog.             | Agriculteur à Saint-Hernin                                                                                                |
| 1896    | 1898                      | Alfred Eugène Marie Lunven                    |                   | Notaire, maire de Carhaix                                                                                                 |
| 1898    | 1904                      | Eugène Antoine                                | Républicain       | Maire de Carhaix |
| 1904    | 1940                      | Ferdinand Lancien                             | PRS               | Médecin et journaliste Sénateur (1921-1945) Maire de Carhaix (1906-1945) Président du Conseil Général (1927-1940)         |
|         |                           |                                               |                   | |
| 1943    | 1945                      | François Henry                                |                   | Exploitant ardoisier Maire de Motreff Nommé conseiller départemental en 1943                                              |
|         |                           |                                               |                   | |
| 1945    | 1949                      | Pierre Postollec                              | SFIO              | Ouvrier carrossier puis voyageur de commerce Maire de Carhaix (1945-1947 et 1953-1957) Ancien conseiller d'arrondissement |
| 1949    | 1955                      | Hervé Lancien (1905-1982, neveu de F.Lancien) | RPF puis DVD      | Inspecteur d'assurances, Carhaix-Plouguer                                                                                 |
| 1955    | 1961                      | Roger Thomas                                  | PCF               | Directeur d'école Maire de Spézet (1956-1959 et 1971-1977)                                                                |
| 1961    | 1973                      | Jean Rohou                                    | DVD               | Entrepreneur de travaux publics Maire de Carhaix-Plouguer (1957-1977)                                                     |
| 1973    | 1979                      | Jean-Pierre Jeudy                             | PCF               | Instituteur puis professeur d’enseignement des collèges Maire de Carhaix-Plouguer (1977-1995)                             |
| 1979    | 1998                      | Jean Rohou                                    | DVD               | Conseiller régional, propriétaire à Poullaouen Ancien maire de Carhaix-Plouguer (1957-1977)                               |
| 1998    | 2011                      | Richard Ferrand                               | PS                | Cadre du secteur privé Vice-Président du Conseil Général Député (2012-2017)                                               |
| 2011    | 2015                      | Christian Troadec                             | MBP               | Journaliste-reporter Maire de Carhaix-Plouguer (depuis 2001)                                                              |

### Conseillers départementaux à partir de 2015
| Période élective | Période élective | Mandat | Mandat   | Identité           | Nuance | Nuance | Qualité |
| ---------------- | ---------------- | ------ | -------- | ------------------ | ------ | ------ | --- |
| 2015             | 2021             | 2015   | 2021     | Corinne Nicole     |        | DIV    | Salariée de l'agroalimentaire, conseillère municipale de Scrignac (2014-2020), Mouvement Bretagne et Progrès       |
| 2015             | 2021             | 2015   | 2021     | Christian Troadec  |        | DIV    | Chef d'entreprise, maire de Carhaix-Plouguer Président de la Communauté de Communes, Mouvement Bretagne et Progrès |
| 2021             | 2028             | 2021   | en cours | Philippe Guillemot |        | DVG    | Conseiller municipal (opposition) de Spézet, Pour la Bretagne !                                                    |
| 2021             | 2028             | 2021   | en cours | Corinne Nicole     |        | DVG    | Conseillère sortante, Pour la Bretagne !                                                                           |

### Résultats détaillés

#### Élections de mars 2015
À l'issue du 1er tour des élections départementales de 2015, deux binômes sont en ballottage : Corinne Nicole et Christian Troadec (Divers, 35,56 %) et Béatrice Balpe et Jérôme Yvinec (Union de la Droite, 19,04 %). Le taux de participation est de 54,18 % (11 422 votants sur 21 080 inscrits) contre 51,11 % au niveau départementalet 50,17 % au niveau national.
Au second tour, Corinne Nicole et Christian Troadec (Divers) sont élus avec 66,71 % des suffrages exprimés et un taux de participation de 50,47 % (6 328 voix pour 10 637 votants et 21 074 inscrits).

#### Élections de juin 2021
Le premier tour des élections départementales de 2021 est marqué par un très faible taux de participation (33,26 % au niveau national). Dans le canton de Carhaix-Plouguer, ce taux de participation est de 39,18 % (7 910 votants sur 20 187 inscrits) contre 35,55 % au niveau départemental. À l'issue de ce premier tour, deux binômes sont en ballottage : Philippe Guillemot et Corinne Nicole (Union à gauche, 36,96 %) et Béatrice Balpe et Jérôme Yvinec (Union au centre et à droite, 28,81 %).
Le second tour des élections est marqué une nouvelle fois par une abstention massive équivalente au premier tour. Les taux de participation sont de 34,36 % au niveau national, 36,76 % dans le département et 39,84 % dans le canton de Carhaix-Plouguer. Philippe Guillemot et Corinne Nicole (Union à gauche) sont élus avec 55,4 % des suffrages exprimés (4 096 voix pour 8 045 votants et 20 191 inscrits),,.

## Composition

### Composition avant 2015

Localisation du canton (avant 2015)

Le canton de Carhaix-Plouguer regroupait huit communes.
| Nom                          | Code Insee | Codepostal  | Superficie (km2) | Population (dernière pop. légale) | Densité (hab./km2) |
| ---------------------------- | ---------- | ----------- | ---------------- | --------------------------------- | ------------------ |
| Carhaix-Plouguer (chef-lieu) | 29024      | 29270       | 25,81            | 7 423 (2012)                      | 288                |
| Cléden-Poher                 | 29029      | 29270       | 29,81            | 1 109 (2012)                      | 37                 |
| Kergloff                     | 29089      | 29270       | 24,94            | 942 (2012)                        | 38                 |
| Motreff                      | 29152      | 29270       | 21,59            | 721 (2012)                        | 33                 |
| Poullaouen                   | 29227      | 29246 29690 | 88,56            | 1 371 (2012)                      | 15                 |
| Plounévézel                  | 29205      | 29270       | 24,42            | 1 204 (2012)                      | 49                 |
| Saint-Hernin                 | 29250      | 29270       | 29,29            | 750 (2012)                        | 26                 |
| Spézet                       | 29278      | 29540       | 60,67            | 1 802 (2012)                      | 30                 |

### Composition à partir de 2015
Le canton de Carhaix-Plouguer comprenait vingt-quatre communes entières à sa création.
À la suite de la fusion, au 1er janvier 2019, de Poullaouen et de Locmaria-Berrien pour former la commune de Poullaouen, le nombre de communes descend à 23.
| Nom                                      | Code Insee | Intercommunalité            | Superficie (km2) | Population (dernière pop. légale) | Densité (hab./km2) | Modifier                                    |
| ---------------------------------------- | ---------- | --------------------------- | ---------------- | --------------------------------- | ------------------ | ------------------------------------------- |
| Carhaix-Plouguer (bureau centralisateur) | 29024      | CC Poher communauté         | 25,81            | 7 326 (2022)                      | 284                | modifier les données · modifier les données |
| Berrien                                  | 29007      | CC Monts d'Arrée Communauté | 56,42            | 920 (2022)                        | 16                 | modifier les données · modifier les données |
| Bolazec                                  | 29012      | CC Monts d'Arrée Communauté | 17,47            | 172 (2022)                        | 9,8                | modifier les données · modifier les données |
| Botmeur                                  | 29013      | CC Monts d'Arrée Communauté | 13,62            | 227 (2022)                        | 17                 | modifier les données · modifier les données |
| Brasparts                                | 29016      | CC Monts d'Arrée Communauté | 46,69            | 1 055 (2022)                      | 23                 | modifier les données · modifier les données |
| Brennilis                                | 29018      | CC Monts d'Arrée Communauté | 18,69            | 447 (2022)                        | 24                 | modifier les données · modifier les données |
| Cléden-Poher                             | 29029      | CC Poher communauté         | 29,81            | 1 135 (2022)                      | 38                 | modifier les données · modifier les données |
| Collorec                                 | 29036      | CC de Haute Cornouaille     | 28,39            | 592 (2022)                        | 21                 | modifier les données · modifier les données |
| La Feuillée                              | 29054      | CC Monts d'Arrée Communauté | 31,55            | 684 (2022)                        | 22                 | modifier les données · modifier les données |
| Huelgoat                                 | 29081      | CC Monts d'Arrée Communauté | 14,87            | 1 420 (2022)                      | 95                 | modifier les données · modifier les données |
| Kergloff                                 | 29089      | CC Poher communauté         | 24,94            | 878 (2022)                        | 35                 | modifier les données · modifier les données |
| Landeleau                                | 29102      | CC de Haute Cornouaille     | 30,41            | 982 (2022)                        | 32                 | modifier les données · modifier les données |
| Lopérec                                  | 29139      | CC Monts d'Arrée Communauté | 39,49            | 832 (2022)                        | 21                 | modifier les données · modifier les données |
| Loqueffret                               | 29141      | CC Monts d'Arrée Communauté | 27,40            | 338 (2022)                        | 12                 | modifier les données · modifier les données |
| Motreff                                  | 29152      | CC Poher communauté         | 21,59            | 679 (2022)                        | 31                 | modifier les données · modifier les données |
| Plonévez-du-Faou                         | 29175      | CC de Haute Cornouaille     | 80,73            | 2 174 (2022)                      | 27                 | modifier les données · modifier les données |
| Plounévézel                              | 29205      | CC Poher communauté         | 24,42            | 1 153 (2022)                      | 47                 | modifier les données · modifier les données |
| Plouyé                                   | 29211      | CC Monts d'Arrée Communauté | 37,55            | 669 (2022)                        | 18                 | modifier les données · modifier les données |
| Poullaouen                               | 29227      | CC Poher communauté         | 88,56            | 1 466 (2022)                      | 17                 | modifier les données · modifier les données |
| Saint-Hernin                             | 29250      | CC Poher communauté         | 29,29            | 735 (2022)                        | 25                 | modifier les données · modifier les données |
| Saint-Rivoal                             | 29261      | CC Monts d'Arrée Communauté | 18,69            | 220 (2022)                        | 12                 | modifier les données · modifier les données |
| Scrignac                                 | 29275      | CC Monts d'Arrée Communauté | 70,94            | 781 (2022)                        | 11                 | modifier les données · modifier les données |
| Spézet                                   | 29278      | CC de Haute Cornouaille     | 60,67            | 1 743 (2022)                      | 29                 | modifier les données · modifier les données |
| Canton de Carhaix-Plouguer               | 2907       |                             | 838,00           | 26 628 (2022)                     | 32                 | modifier les données                        |

## Démographie

### Démographie avant 2015
| 1962   | 1968   | 1975   | 1982   | 1990   | 1999   | 2006   | 2011   | 2012   |
| ------ | ------ | ------ | ------ | ------ | ------ | ------ | ------ | ------ |
| 15 589 | 15 484 | 15 923 | 16 366 | 16 117 | 15 231 | 15 406 | 15 461 | 15 322 |

### Démographie depuis 2015
En 2022, le canton comptait 26 628 habitants, en évolution de −0,69 % par rapport à 2016 (Finistère : +2,16 %, France hors Mayotte : +2,11 %).
| 2013   | 2018   | 2022   |
| ------ | ------ | ------ |
| 27 261 | 26 433 | 26 628 |